# Валера Эспин, Хуан
Хуан Валера Эспин (исп. Juan Valera Espín; род. 21 декабря 1984, Бульяс, Мурсия) — испанский футболист, защитник.

## Карьера
Профессиональная карьера Хуана Валеры началась в футбольном клубе «Мурсия» из его родного города. Дебют Валеры состоялся 7 декабря 2003 года в матче Сегунды (второй испанской лиги) между «Мурсией» и «Вильярреалом». В сезоне 2003/04 «Мурсия» завоевала право выступать в испанской Примере, Валера в том сезоне в основном играл за команду дублёров и лишь 3 раза появился на поле в основном составе. В сезоне 2004/05 Хуан сыграл 10 матчей в испанской Примере (5 из них начинал в стартовом составе), по итогам сезона «Мурсия» не сумела удержаться в элитном дивизионе и вновь опустилась в Сегунду. В сезоне 2005/06 Валера стал игроком основного состава «Мурсии» и благодаря хорошей игре и выдающимся физическим данным привлёк к себе внимание селекционеров клуба «Атлетико Мадрид».
Летом 2005 года Валера стал игроком «Атлетико Мадрид». В своём первом сезоне в составе столичной команды он провёл 17 матчей и забил 2 гола. Однако в сезоне 2006/07 в матче чемпионата Испании на «Висенте Кальдерон», домашней арене «Атлетико Мадрид», Валера получил тяжёлую травму колена, из-за которой надолго выбыл из строя, потерял место в составе и за два сезона сыграл за клуб лишь 16 матчей. Перед началом сезона 2008/09 руководство мадридского клуба отдало Валеру в годичную аренду «Расингу» из Сантандера, который впервые в своей истории получил право выступать в Кубке УЕФА. Хуан хорошо вписался в команду и постепенно восстановил игровую форму. В сезоне 2009/10 он вновь стал регулярно выходить на поле в составе «Атлетико Мадрид», помог команде дойти до финала Кубка Испании и выиграть Лигу Европы.
Валера выступал за молодёжную (до 21 года) сборную Испании, в составе сборной до 23 лет он стал в 2005 году чемпионом Средиземноморских игр.

## Достижения
- Чемпион Средиземноморских игр: 2005
- Обладатель Кубка Интертото: 2007
- Победитель Лиги Европы: 2009/10
- Финалист Кубка Испании: 2009/10